# Păltiniş (Sibiu)
Păltiniș (en allemand : Hohe Rinne et en hongrois: Szebenjuharos) est une localité du județ de Sibiu en Roumanie. Elle se trouve dans les monts Cindrel qui appartiennent au groupe de massifs Parâng, dans les Carpates méridionales.

## Histoire
La station de montagne de Păltiniş à 1 450 m a été fondée par le plus ancien club alpin de Roumanie « Siebenbürgischer Karpatenverein (S.K.V.) » en 1894 et trois villas datent encore de cette période. Avec l'introduction du ski alpin, l'on y trouve désormais quatre hôtels, six chalets et de nombreuses villas et pensions.
À l'entrée du village, y a été édifié un petit monastère orthodoxe. 

## Activités touristiques
Les activités alpestres sont pratiquées dans la petite station de ski de Pǎltiniş qui, en été, est un des points de départ de nombreux parcours balisés de randonnée dans les monts Cindrel. Le philosophe Constantin Noica qui a vécu à Pǎltiniş entre 1975 et 1987 appréciait particulièrement ses épaisses forêts de conifères.